# Aplastus acutus
Aplastus acutus – gatunek chrząszcza z rodziny Plastoceridae.

## Taksonomia
Gatunek opisany został w 1946 roku przez Josefa N. Knulla na podstawie okazów odłowionych przez Otto Hauellemanna w Idaho.

## Opis
Samiec o ciele długości 17,5 mm, podłużnym, wąskim, umiarkowanie błyszczącym, krótko owłosionym z wierzchu i od spodu. Głowa wklęsła, grubo i gęsto punktowana. Czułki sięgające za połowę pokryw o członach od czwartego do dziesiątego nieco piłkowanych. Przedplecze szersze niż długie, najszersze u nasady, o przedniej krawędzi płatkowatej, a tylnej zafalowanej, gęsto punktowane, przy czym najsilniej pośrodku. Jego boczne krawędzie ostre. Tarczka mała, owalna. Pokrywy szersze od przedplecza, wydłużone, o bokach prawie równoległych, szeroko zaokrąglone ku szwowi na wierzchołku. Rzędy pokryw widoczne jedynie w części nasadowej i wierzchołkowej. Międzyrzędy gęsto i drobno punktowane. Przedpiersie żeberkowane, o wyrostku nieco bruzdkowanym, gęsto i grubo punktowane.